# 弗朗西丝·马里恩
弗朗西丝·马里恩（英語：Frances Marion，1888年11月18日—1973年5月12日），是一位美国记者、作者、电影导演和编剧。她与June Mathis和Anita Loos一起常被引用为20世纪最为出名的女编剧之一。她是第一个两次赢得奥斯卡金像奖的作者。

马里恩生于加利福尼亚州舊金山。当她十岁时，父母离异。她与她的母亲生活。12岁时，她辍学，并被老师要求进行卡通绘画。随后，她转去圣马特奥市的一所学校，并在16岁时进入在舊金山的艺术学校。

## 外部連結
- 弗朗西丝·马里恩在互联网电影资料库（IMDb）上的資料（英文）